# Филд, Джордж
Джордж Филд (George B. Field; 25 октября 1929, Провиденс, Род-Айленд — 31 июля 2024) — американский астрофизик-теоретик. Член НАН США (1989), доктор философии (1955), эмерит-профессор Гарвардского университета.
Удостоен медали Карла Шварцшильда (1978) и чтения лекции имени Генри Норриса Рассела Американского астрономического общества (2014).
Директор-основатель Гарвард-Смитсоновского центра астрофизики (1973—1982).

## Биография
Уже в детстве решил стать учёным. Обучался в Массачусетском технологическом институте, где, среди прочего, прошёл курс по матанализу у Earl A. Coddington. Затем в Университете Джорджа Вашингтона прослушал два курса — по термодинамике и ядерной физике — у Г. А. Гамова. После чего в Принстоне — занимался у Роберта Дикке, Джона Уилера, Юджина Вигнера; дважды встречал Эйнштейна. В 1955 году защитил диссертацию и поступил младшим фелло в Harvard Society of Fellows. После преподавал в Принстоне (1957—1965) и Калифорнийском университете в Беркли (1965—1972), Калтехе и с 1972 г. — в Гарварде, в котором ныне эмерит-профессор. Гуггенхаймский стипендиат (1960).
Под его началом получили степени доктора философии Шон Кэрролл (1993) и Eric G. Blackman (1995).
Составитель Открытого письма об изменении климата от обеспокоенных членов НАН США (2016).
Соавтор Eric Chaisson.